# Kent Brinkley
Kent Leon Brinkley (* 24. September 1949; † 6. Februar 2010 in Los Angeles) war US-amerikanischer Jazzmusiker (Kontrabass).
Brinkley arbeitete als Musiker in den späten 1960er- und 70er-Jahren u. a. Charles Tyler (Eastern Man Alone), Rudolph Johnson (The Second Coming), Monk Montgomery (Bass Odyssey, 1971). Ab 1973 spielte er bei Freddie Hubbard, mit dem er im selben Jahr im Funkhaus Hamburg beim NDR Jazzworkshop gastierte. In Hubbards Band mit George Cables, Ralph Penland und Junior Cook wirkte er an dessen Alben Keep Your Soul Together (CTI) und High Energy (Columbia, 1974) mit. Ferner spielte er Alben mit Bobby Hutcherson (Inner Glow, 1975) und dem Bluesmusiker Arthur Adams (Home Brew) ein. Im Bereich des Jazz war er von 1967 bis 1979 an acht Aufnahmesessions beteiligt, zuletzt mit René van Helsdingen und dem Superlights Quintet. In späteren Jahren leitete er eine eigene Formation, der auch der Vibraphonist Donald Moors angehörte, legte jedoch keine weiteren Plattenaufnahmen vor.